# Pere Pons
Pour les articles homonymes, voir Pons.
Pere Pons Riera, né le 20 février 1993 à Sant Martí Vell en Espagne, est un footballeur espagnol. Il évolue au poste de milieu défensif à l'AEK Larnaca.

## Biographie

### Girona FC
Natif de Sant Martí Vell en Catalogne, au nord de l'Espagne, Pons reçoit sa formation footballistique au Girona FC. Il y fait ses débuts professionnels en 2012.
Le 13 septembre 2012, il joue son premier match professionnel en entrant en jeu contre le Sporting de Gijón en Coupe du Roi. Ses premiers pas sont progressifs et le jeune joueur se fait prêter à l'UE Olot en 2014 où il dispute quatorze matchs en Segunda División B.
C'est à son retour que Pons s'empare d'une place de titulaire durable à l'aube de la saison 2014-15. Il est titulaire durant quarante matchs de Segunda División, ce qui fait de lui l'un des joueurs les plus utilisés du championnat.
Pons est l'un des protagonistes de la montée historique du club en Liga à l'issue de l'exercice 2016-17, Gérone finissant deuxième de la Segunda División.
Le milieu joue son premier match dans l'élite espagnole le 19 août 2017, titulaire lors d'un nul 2-2 contre l'Atlético de Madrid. Il totalise trente-et-un matchs pour deux passes décisives à la fin de la saison tandis que Gérone parvient à se maintenir au plus haut niveau.
Pons ouvre son compteur en championnat le 3 novembre 2018, offrant une victoire 0-1 à l'extérieur aux dépens du Valence CF. Il distille également deux passes durant la saison.
Titulaire régulier au cours des deux saisons du club catalan en Liga, Pons ne reste pas à Gérone après sa relégation en 2019. Il aura disputé plus de deux cent rencontres pour les Blanquivermells, s'assurant une place au côté des joueurs ayant marqués l'histoire de la formation.

### Deportivo Alavés
Le 4 juillet 2019, Pons s'engage au Deportivo Alavés pour trois saisons.
Pons marque son premier but en Liga pour Alavés d'une tête puissante lors d'une défaite à domicile 1-4 contre le FC Barcelone le 21 décembre 2019. Il s'impose rapidement comme un titulaire sous Asier Garitano, disputant 17 rencontres sur 18 possibles lors de la phase aller. Malgré une saison délicate où Alavés se maintient difficilement, Pons confirme au plus haut niveau en cumulant 32 matches toutes compétitions confondues pour un but et une passe décisive.

## Statistiques
| Saison                | Club                  | Championnat           | Championnat | Championnat | Championnat | Coupe(s) nationale(s) | Coupe(s) nationale(s) | Coupe(s) nationale(s) | Barrages | Barrages | Barrages | Total | Total | Total |
| Saison                | Club                  | Division              | M.          | B.          | P.d.        | M.                    | B.                    | P.d.                  | M.       | B.       | P.d.     | M.    | B.    | P.d.  |
| 2012-2013             | Girona FC             | Segunda División      | 9           | 0           | 0           | 1                     | 0                     | 0                     | -        | -        | -        | 10    | 0     | 0     |
| 2013-2014             | Girona FC             | Segunda División      | 10          | 1           | 0           | 3                     | 0                     | 0                     | -        | -        | -        | 13    | 1     | 0     |
| 2014-2015             | Girona FC             | Segunda División      | 40          | 0           | 1           | 1                     | 0                     | 0                     | 2        | 0        | 0        | 43    | 0     | 1     |
| 2015-2016             | Girona FC             | Segunda División      | 35          | 0           | 1           | -                     | -                     | -                     | 4        | 0        | 1        | 39    | 0     | 2     |
| 2016-2017             | Girona FC             | Segunda División      | 38          | 2           | 1           | 0                     | 0                     | 0                     | -        | -        | -        | 38    | 2     | 1     |
| 2017-2018             | Girona FC             | Liga                  | 31          | 0           | 2           | -                     | -                     | -                     | -        | -        | -        | 31    | 0     | 2     |
| 2018-2019             | Girona FC             | Liga                  | 34          | 1           | 2           | 2                     | 0                     | 0                     | -        | -        | -        | 36    | 1     | 2     |
| Sous-total            | Sous-total            | Sous-total            | 197         | 4           | 7           | 7                     | 0                     | 0                     | 6        | 0        | 1        | 210   | 4     | 8     |
| 2013-2014             | UE Olot (prêt)        | Segunda División B    | 14          | 0           | -           | -                     | -                     | -                     | -        | -        | -        | 14    | 0     | 0     |
| Sous-total            | Sous-total            | Sous-total            | 14          | 0           | -           | -                     | -                     | -                     | -        | -        | -        | 14    | 0     | 0     |
| 2019-2020             | Deportivo Alavés      | Liga                  | 31          | 1           | 1           | 1                     | 1                     | 0                     | -        | -        | -        | 32    | 2     | 1     |
| 2020-2021             | Deportivo Alavés      | Liga                  | 0           | 0           | 0           | 0                     | 0                     | 0                     | -        | -        | -        | 0     | 0     | 0     |
| Sous-total            | Sous-total            | Sous-total            | 31          | 1           | 1           | 1                     | 1                     | 0                     | -        | -        | -        | 32    | 2     | 1     |
| Total sur la carrière | Total sur la carrière | Total sur la carrière | 242         | 5           | 8           | 8                     | 1                     | 0                     | 6        | 0        | 1        | 256   | 6     | 9     |